# Hips Don't Lie
Hips Don't Lie (en español, Las caderas no mienten) es una canción interpretada por la cantante colombiana Shakira con la colaboración del rapero haitiano Wyclef Jean, incluida originalmente en la reedición del quinto álbum de estudio de Shakira, Oral Fixation vol. 2 (2006). 
La canción contiene un sample de la canción «Amores como el nuestro» de Jerry Rivera y es un cover del tema «Dance Like This» del mismo Wyclef Jean. Fue estrenada en la estación de radio angelina KIIS-FM el 14 de febrero de 2006, mientras que el 28 de marzo se publicó como sencillo en Norteamérica; en abril en Latinoamérica y algunos países de Europa; mientras que en el Reino Unido se lanzó el 19 de junio del mismo año. También se lanzó una versión en español titulada como «Será, será (Las caderas no mienten)». 
«Hips Don't Lie» ha vendido alrededor de 11 millones de unidades equivalentes a nivel mundial, convirtiéndose en una de las canciones más descargadas digitalmente ese año.
Aparece en la película 27 bodas cantada por el actor David Castro.

## Información de la canción
"Hips Don't Lie" es una versión de la canción "Dance Like This" que realizó Wyclef Jean en el año 2004 para la banda sonora de Dirty Dancing : Havana Nights. La nueva versión se basa fundamentalmente en la antigua letra y ritmo, aunque está modificada en coros y algunas estrofas por Shakira quien también participó en el proceso de producción de la misma. Así mismo contiene el intro inicial de la canción "Amores Como El Nuestro", compuesta por el compositor y productor Panameño Omar Alfanno y que grabó originalmente el salsero puertorriqueño Jerry Rivera en el año 1992.
Con influencias de la cumbia colombiana y una mezcla de español e inglés, se transformó en la canción más exitosa de Shakira a nivel mundial tras ser número uno en más de 30 charts oficiales, seguida de "Whenever, Wherever", "Underneath Your Clothes", "Waka Waka", La Tortura" y "Loca".
Con el gran éxito de la canción, esta se incluyó en la reedición del álbum, algo que de acuerdo a su sitio web oficial ella dijo que no esperaba tal sorpresa, citando:

Hola de nuevo, solo quería hacerles saber que muy pronto van a empezar a oír mi nueva canción, "Hips Don't Lie" en la radio (o como decimos en español, "Las caderas no mienten"). Wyclef de los Fugees participa en la canción conmigo y muy pronto será anexada a mi álbum Oral Fixation Vol. 2. En realidad, no es algo que había planeado - pero durante mis vacaciones al inicio del año Wyclef y yo topamos el uno con el otro. Fue un feliz accidente.

## Antecedentes
«Las caderas no mienten» fue comisionado, según se informa por Sony Music, fue para reactivar las ventas de abanderamiento del disco de Shakira Oral Fixation Vol. 2 , que había salido a finales de 2005 a tiempo para la lucrativa temporada de Navidad de la compra del álbum. Oral Fixation vol. 2 fue el segundo álbum de Shakira del año, inmediatamente después del álbum en español Fijación oral vol. 1. Irónicamente, en el crucial mercado de los EE. UU, Fijación oral vol. 1 para la que Sony Music tenía expectativas más bajas, dado el álbum a finales de la primavera de liberación y el contenido en español la realidad se venden mejor que el álbum Oral Fixation vol. 2, en primer lugar Shakira  desde su descubrimiento en su álbum Servicio de lavandería, cuatro años antes. A pesar de su lanzamiento en un período lento de ventas del año, vol. 1 tenía grandes semana de ventas que vol. 2  (157.000 ejemplares frente a 128.000), la posición más alta (# 4 - una clasificación poco común para un álbum en español - vs # 5) y produjo un impacto único en el número #23 del Billboard Hot 100 de «La tortura» con Alejandro Sanz, mientras que el primer sencillo del álbum en inglés «Don't Bother» se estancó en las afueras del Top 40. Oral Fixation vol. 2 era demasiado importante como un proyecto para la epopeya, por lo que todo el comienzo de 2006 le preguntaron a Wyclef Jean que haría para rehacer su propia canción con Shakira y darle al álbum un táctica de éxito de radio crucial una táctica que resultó ser un tremendo éxito. Cuando Oral Fixation vol. 2 fue relanzado en marzo de 2006 con la canción «Las caderas no mienten» (más una versión alternativa de «La tortura»), el álbum se disparó 92 puntos en el Billboard 200, lo que representa un aumento de una semana en ventas de 643%. A partir de noviembre de 2007, el álbum ha vendido cerca de 2 millones de copias en los Estados Unidos, más de la mitad de ellos contiene  «Las caderas no mienten».
«Las caderas no mienten», debutó en la estación de radio basada en KIIS-FM (en el Ryan Seacrest Show de la Mañana) el 14 de febrero de 2006. Shakira y Wyclef Jean realizaron la canción en los programas de televisión siguientes: American Idol, The Ellen DeGeneres Show, Live with Regis and Kelly, The Today Show, Request Live total y los Grammy Awards 2007. La canción se puede escuchar en el EA Sports videojuegos MVP Baseball 06 NCAA, la banda sonora de la película de Ice Age: The Meltdown , y en MySpace registros. soundtrack en 27 Dresses banda de sonido de 27 vestidos. El uso de la apertura del sonido de trompetas causó una controversia cuando el cantante de salsa Jerry Rivera acusó abiertamente a Shakira de plagio de las trompetas de apertura sin que él supiera, aunque dijo que no presentara cargos contra ella. Sin embargo, los derechos se habían obtenido del propietario del copyright, nombre reconocido en el folleto del álbum. 
Menos de dos semanas después de su debut en KIIS , Z100 añade la pista, y menos de una semana después de que se añadió a la lista de reproducción, que era la canción más solicitada en la estación, ya que alcanzó el # 1 en el "Interactive 9 @ 9". En diciembre de 2006 se anunció que "Las caderas no mienten" fue la canción # 1 del año, la primera vez que tanto Shakira y Wyclef Jean logran esto. Shakira también cantó otra versión (producida por RedOne) llamada "Hips Don't Lie (bamboo Version)" en la ceremonia de clausura de la Copa Mundial de Futbol de la FIFA 2006 en Berlín, Alemania.

## Letra
- La lírica "En Barranquilla Se Baila Así" son una referencia a la ciudad de Barranquilla, Colombia, que es la ciudad natal de Shakira. Las faldas utilizadas en el vídeo al bailar esta parte se asemejan a los de faldas de cumbia que son traje típico folclórico colombiano.

- La lírica "Baila en la calle de noche, baila en la calle de día" ("La danza en la calle por la noche, baile en la calle de día") son una referencia a "Carnaval (Baila en la Calle)", una canción merengue escrita por el músico dominicano Luis Díaz y el tema oficial del carnaval de República Dominicana pero de uso frecuente en Barranquilla también.

- En el vídeo, las máscaras y disfraces en el fondo son "marimondas", que son seres mitológicos representados en el Carnaval de Barranquilla.

## Posicionamiento en las listas de ventas

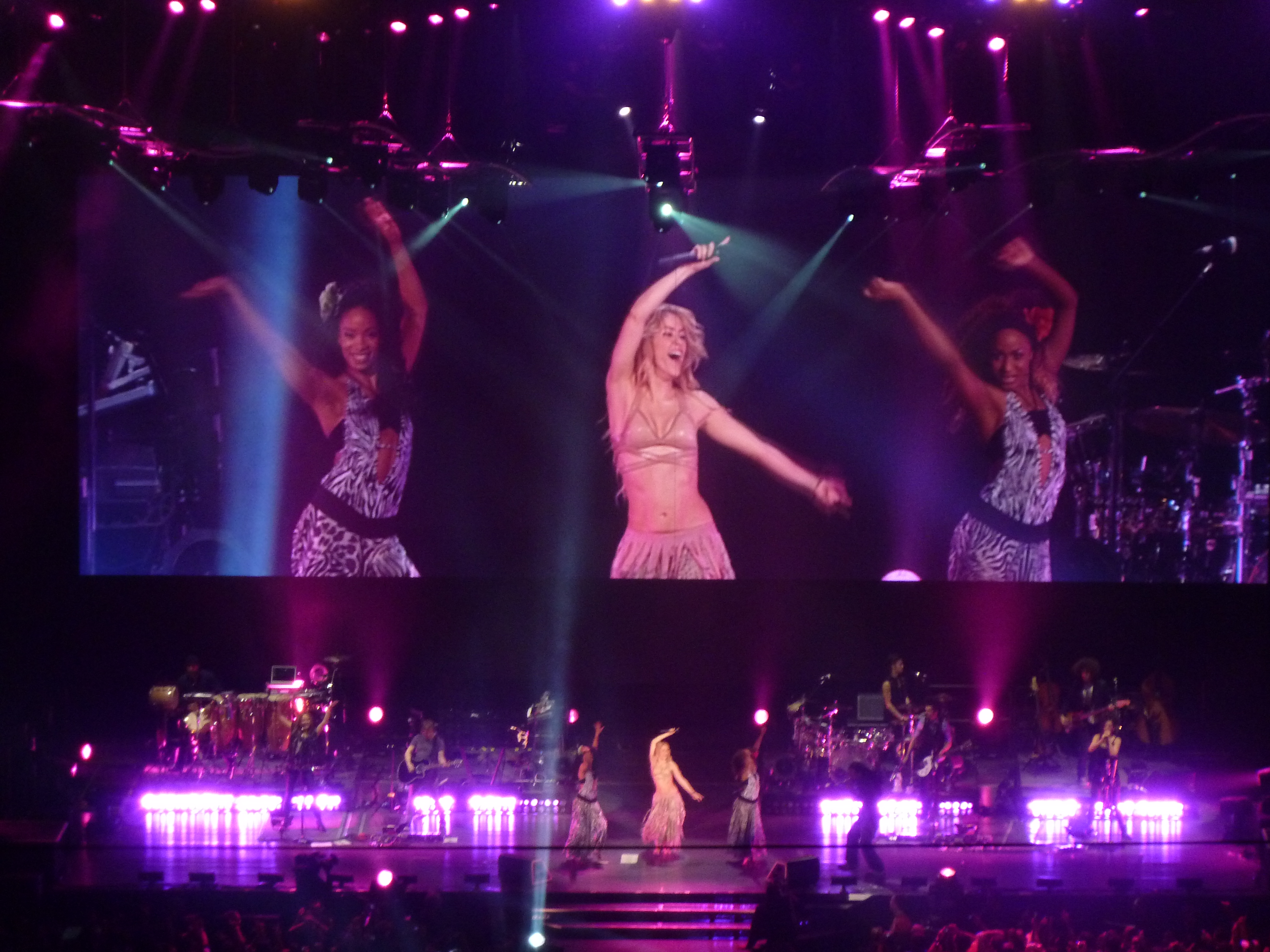
Shakira interpretando "Hips Don't Lie" durante su gira The Sun Comes Out World Tour en 2010.

Con el relanzamiento de Oral Fixation Vol. 2 e incluido Hips Don't Lie, el álbum dio un salto de la posición #98 en el Billboard 200 al puesto número 6 en ventas en los Estados Unidos.
El sencillo debutó en el puesto número 84 dentro del Billboard Hot 100 en Norteamérica, pero con la fuerza que adquirió en la radio, para su decimoprimera semana Hips Don't Lie ya había logrado ascender hasta el puesto número nueve, convirtiéndose en uno de los pocos sencillos que en los EE. UU. han llegado a ocupar alguna de las diez primeras posiciones en el Billboard con tan sólo haber sido promocionados por radio. Inicialmente, la canción fue pensada como promocional, pero debido al desempeño de la misma, su compañía disquera decidió convertirla en sencillo y se inició la filmación del video musical, la edición del CD Maxisencillo y las presentaciones en vivo en programas como Saturday Night Live, American Idol, Total Request Live (TRL) de la cadena musical MTV, entre otros.
Sin embargo, a pesar de su éxito, el sencillo no se había lanzado como descarga digital en, formato popular con el boom de los reproductores de Mp3 y los iPods entre el público joven. Por tanto, el 31 de mayo de 2006 se hizo oficial su lanzamiento en las principales tiendas musicales vía internet, entre ellas iTunes, en la cual, a tan sólo 24 horas de su lanzamiento rompió récord ocupando la primera posición en la lista de las canciones más descargadas, arrebatándole el primer lugar a Promiscuous de Nelly Furtado.
El jueves 8 de junio en la publicación del Billboard Hot 100, gracias a interpretarla en el Mundial de Fútbol, Hips Don't Lie ascendió a la posición número uno gracias a las descargas digitales, rompió récord vendiendo 357,000 unidades en su primera semana de lanzamiento obteniendo disco de platino (+200,000 descargas), (convirtiéndose en el primer número uno en la lista de la cantante) en su segunda semana vendió 283.500 sumando un total se 640.500 , convirtiéndose en su primer hit número uno dentro de los Estados Unidos y en la canción más descargada en ese país.
El sencillo fue despojado después de 2 semanas en la primera posición por Do I Make You Proud del ganador de American Idol Taylor Hicks el cual logró debutar en el número uno del Billboard Hot 100 gracias a las casi 270.000 ventas físicas del sencillo más de 38.000 descargas. En la semana posterior, la canción de Shakira se mantuvo en el puesto número dos por 4 semanas debido a que Promiscuous de Nelly Furtado ascendió hasta el puesto número uno gracias a su buen desempeño en la radio (tercera semana consecutiva en el Hot 100 Airplay) y también por algunas miles de descargas que se anexaron al acontecimiento.)
El día 22 de abril, la canción llegó al puesto número uno en España. En Los 40 Principales de ese país rompió el récord de la canción con más semanas en el #1 en su historia con un total de 9, además de haberse mantenido durante todo el 2006 dentro de la lista. También debutó en la primera posición en Francia y Suiza, en este último se mantuvo durante doce semanas en el tope sin desaparecer de la lista en todo ese año; de igual manera en Australia debutó en el número uno y se mantuvo durante nueve semanas en la cima, superando su anterior éxito "Whenever, Wherever" (2002), canción con la que estuvo seis semanas en el número uno. Al finalizar el 2006 se consolidó como la segunda canción más exitosa en dicho país, tan sólo superada por el éxito arrollador de Sandi Thom Whish I Was a Punk Rocker que logró mantenerse una semana más en el #1. El 20 agosto cayó por primera vez a la posición #3 debido al debut de Justin Timberlake y su canción "SexyBack", quien también le arrebató el primer lugar en descargas. Sin embargo, la canción de Shakira rompió récord en descargas digitales manteniéndose por varias semanas en la cima de la lista australiana. Entre tanto, en Canadá sólo alcanzó el segundo lugar pero se mantuvo por más de cuatro meses en el top 10 de las más sonadas. En Italia, la canción ingresó en mayo en el Top 10 de los sencillos más descargados y estuvo 22 semanas entre los primeros puestos, se mantuvo 8 semanas consecutivas en el #1, hasta que cayó al #2, detrás de Crazy. En Francia recibió certificado de Oro por otra parte, en el Reino Unido debutó en la posición número 54 debido a un error en las fechas que fueron lanzadas las descargas y el sencillo físico. Después de cuatro semanas, el sencillo llegó al número uno, pero la siguiente semana descendió al segundo lugar. Sin embargo, pese a haber perdido el liderazgo durante algunas semanas, la canción logró recuperar el #1 el 30 de julio de 2006 coincidiendo con el cápítulo final del programa británico Top of The pops. Anteriormente había sido superado por "Maneater" de Nelly Furtado las últimas tres semanas y posteriormente por Lily Allen y McFly. Al terminar el año, la canción sumó cinco semanas en el primer lugar en el Reino Unido, cuatro de ellas consecutivas. Igual récord lleva en descargas digitales, pues se mantuvo 4 semanas como la canción más solicitada en esta parte del mundo, antes de perder el liderazgo a manos de "SexyBack" de Justin Timberlake el 9 de agosto de 2006 para recuperarlo en la siguiente semana. Adicionalmente a esto, Shakira es la única artista que en esta década ha logrado regresar al #1 después de haberlo perdido, logro que es muy difícil de obtener puesto que la UK Top 40 Singles es una de las listas más inestables en el mundo. En Irlanda, la canción tuvo un progreso similar al de Australia, ya que desde su debut mantuvo nueve semanas consecutivas como la más escuchada y descargada por los irlandeses, convirtiéndose en la canción más importante de ese país en el 2006 y superando las ocho semanas obtenidas anteriormente por la canción "Crazy" de Gnarls Barkley. No obstante, después de perder el liderazgo con la cantante Cascada y su éxito Everytime We Touch, las nueve semanas que sumó Hips Don´t Lie la pusieron en la lista de las canciones más exitosas en toda la historia musical de Irlanda, más precisamente es la No.18 de todos los tiempos, aunque unos meses más tarde sería derrotada en las descargas digitales por la canción "Umbrella" de Rihanna ft. Jay-Z quedando en las primeras posiciones de descargas de la década. También, el éxito de "Hips Don't Lie" hizo que en Nueva Zelanda haya debutado en el número 30 y que dos semanas más tarde haya ascendido hasta el número uno, específicamente en la semana del 22 de mayo.
Después de 9 meses de haberse lanzado alrededor del mundo, Hips Don't Lie se mantuvo en la mayoría de las listas y en el tiempo mencionado la canción se enfrentó con otros éxitos del 2006 como "Promiscuous" y "Maneater" de Nelly Furtado, "Crazy" de Gnarls Barkley, Buttons de The Pussycat Dolls, "Ain't No Other Man" de Christina Aguilera y posteriormente con "SexyBack" de Justin Timberlake, entre otras. También en Mediabase logró ocupar el #2 en el Top 50 2006, y es una de las 3 canciones que se mantuvo por más semanas en el n.º 1, con un total de 7. (enlace roto disponible en Internet Archive; véase el historial, la primera versión y la última).
De esta forma, Shakira consagró su segunda canción en el listado de récords, luego de que en 2001 su éxito Whenever, Wherever se mantuviera por doce semanas en la primera posición. El 7 de septiembre del mismo año Justin Timberlake con "SexyBack", sucedió la exitosa canción de la cantante quien pasó del primero al tercer puesto en su semana número 20.
Al finalizar el 2006, Hips Don't Lie se consagró como una de las canciones más exitosas del mundo en el transcurso de dicho año, luego de lograr el primer lugar en poco menos de 30 países. Entre muchos otros, la canción obtuvo el número uno de 2006 en las listas de 'A.O.L USA, Europa Hot 100, Europa Airplay Hot 100 y Top 100 Latino y de países como Colombia, Argentina, Suiza, Irlanda, México y España. En Holanda y Australia fue segunda y apareció tercera en las listas de Reino Unido y Alemania. Mientras en el acumulado final del Billboard Hot 100, Hips Don't Lie ocupó el puesto #5.

## Video

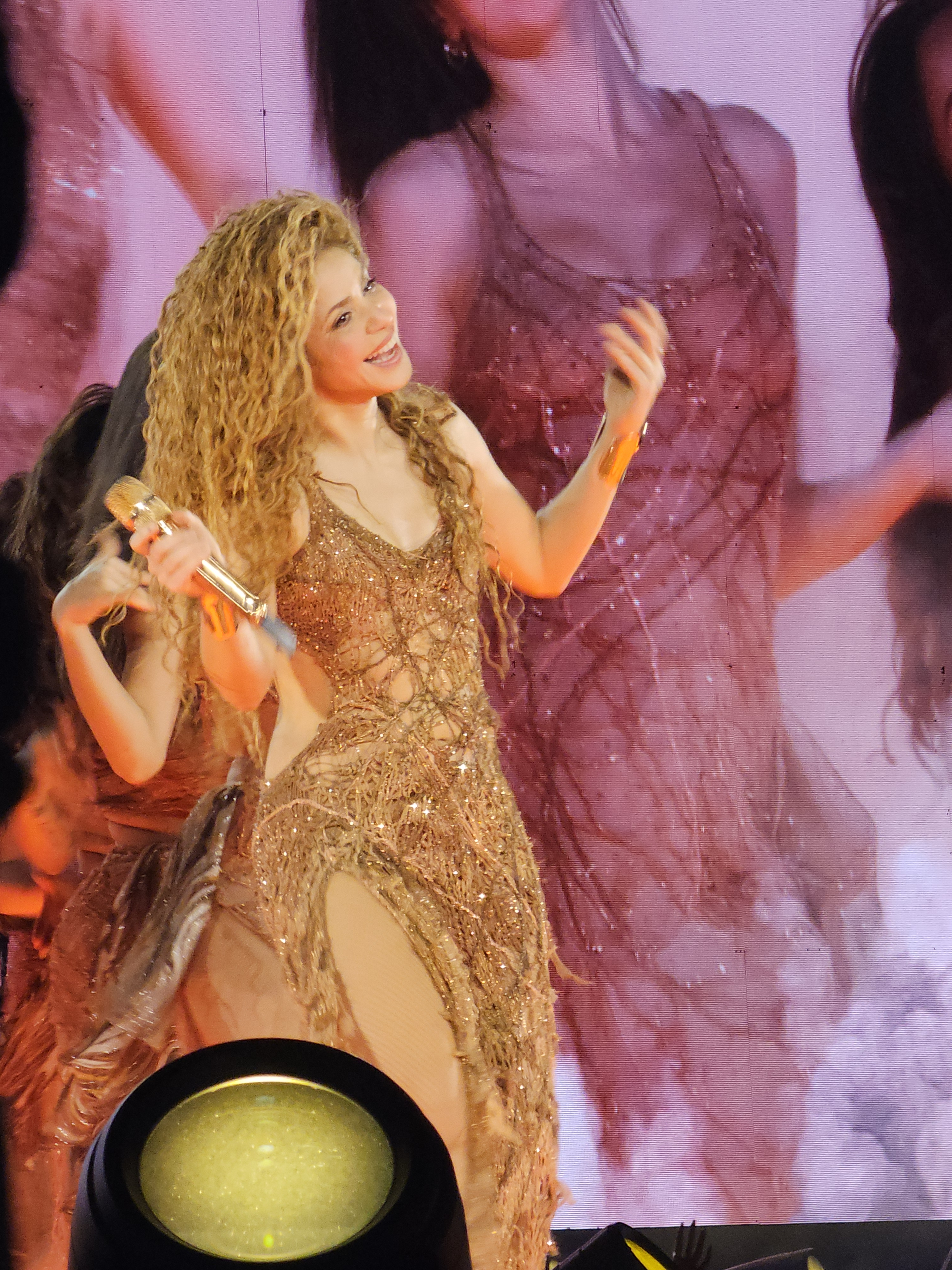
Shakira interpretando "Hips Don't Lie" durante su gira Las mujeres ya no lloran World Tour.

El video musical del sencillo fue dirigido por Sophie Muller, quien ha trabajado con otros artistas como Gwen Stefani, Nelly Furtado, Pink, Sophie Ellis-Bextor y Maroon 5 entre otros. Filmado en Los Ángeles, California, EE. UU., el tema principal del video fue inspirado en las costumbres y tradiciones de un carnaval de su ciudad natal, el carnaval de Barranquilla, el cual es el más importante de Colombia y uno de los más importantes del mundo. En el video se incluyó el color de las banderas del carnaval y de la ciudad, y el traje típico de la región. Sensuales movimientos de cadera acompañan a la sencilla coreografía, haciendo una pequeña muestra de cómo se baila la cumbia en su ciudad. Vestuarios dorados y de colores llamativos son complementos utilizados en el video, donde se ven congos, toritos, cumbiamberos, etc, todos ellos parte del carnaval.
El video de Hips Don't Lie ha tenido éxito en el top 100 de los videos más vistos alrededor del mundo vía internet, donde logró mantenerse ocho semanas consecutivas en el primer lugar. Actualmente, es el video más visto del 2006. Mientras que en TRL de MTV Estados Unidos el video hizo su debut en el conteo a finales del mes de febrero donde llegó a la posición número uno en una ocasión, convirtiéndose en su segundo video musical en llegar al número uno, después de Objection (Tango) de Laundry Service video que solamente permaneció 25 días en el conteo.
En Much Music el video fue el más votado y fue elegido como el video Super Estrella del Super Ranking 60-06, de los 60 mejores videos del año. En Los 10+ pedidos de MTV México el día viernes 16 de junio Hips Don't Lie llegó al puesto número uno por primera vez. De los 85 días que se mantuvo entre los diez videos más populares según este conteo, estuvo 21 veces en el primer lugar, motivo por el cual obtuvo el segundo lugar en el especial de final de año denominado los 100 + pedidos, igualando el hecho por su anterior éxito La Tortura que en 2006 quedó, también, en segundo lugar del mismo con aproximadamente 16 veces en el #1. En cuanto a la señal de MTV en Argentina, la canción logró en repetidas ocasiones la primera posición permitiendo que a final de año apareciera como la #1 en los 100 + pedidos de esta región. Otras de sus canciones que han alcanzado el primer lugar allí han sido: Te aviso, te anuncio (Tango), Suerte, Que me quedes tú, No, La Tortura y Las de la Intuición. El 11 de septiembre de 2006 desapareció por primera vez de esta lista, pero retornó dos días después en la posición #10. Finalmente, el 22 de septiembre de 2006 fue retirada oficialmente de la misma.
El 31 de julio de 2006 se dio a conocer que Shakira junto con el grupo Red Hot Chili Peppers eran los principales nominados para los MTV Video Music Awards 06, cada uno con siete nominaciones. Hips don't Lie estuvo postulado a Video del año, Mejor video dance, Mejor video de artista femenina, Mejor video pop, Mejor coreografía, Mejor dirección y Video de la gente. El 31 de agosto se emitieron los populares premios y el video de la colombiana sólo se llevó la categoría de mejor coreografía; mientras los ganadores de la noche, James Blunt y Gnarls Barkley, se llevaron 2 premios cada uno.
Entre tanto, el 19 de septiembre se anunció que Shakira era una de las principales nominadas a los premios MTV Europe Music Awards 06 con tres nominaciones correspondientes a Mejor canción del año por Hips Don't Lie, Mejor artista femenina y mejor artista Pop, siendo superada por los Red Hot Chili Peppers quienes obtuvieron cuatro nominaciones. Este mismo día Shakira fue nominada a mejor artista latina en los American Music Awards.
El 19 de octubre de 2006, Hips don't Lie ganó el premio a mejor canción del año en los Premios MTV Latinoamérica 2006, compitiendo con Madonna, James Blunt y Robbie Williams. El 2 de noviembre del mismo año se realizó la ceremonia de los MTV Europe Music Awards 06 y Shakira no ganó en ninguna de las categorías.
Entre otras actuaciones en vivo, la canción fue interpretada por Shakira y Wyclef Jean durante la ceremonia de clausura de la Copa Mundial de Fútbol de 2006 en Berlín, Alemania, con una versión llamada Bamboo consolidándose aún más. En Internet el video en plataforma de YouTube Vevo tiene más de 1321 millones de reproducciones, además de 100 millones de reproducciones por fuera del canal oficial de la artista ShakiraVEVO.

## Lista de formatos
- CD single (versión europea)

| #  | Título                                                                                  | Duración |
| -- | --------------------------------------------------------------------------------------- | -------- |
| 1. | "Hips Don't Lie" (Versión álbum) (Alfanno, O./Duplessis, J./Jean, W./L. Parker/Shakira) | 3:41     |
| 2. | "Dreams for Plans" (Shakira/Buckley, Brendan)                                           | 4:03     |

- CD maxi-single (versión norteamericana)

| #  | Título | Duración |
| -- | --- | -------- |
| 1. | "Hips Don't Lie" (Versión álbum) (Alfanno, O./Duplessis, J./Jean, W./L. Parker/Shakira)                         | 3:41     |
| 2. | "Dreams for Plans" (Shakira/Buckley, Brendan)                                                                   | 4:03     |
| 3. | "Hips Don't Lie" (Wyclef Mix Show Mix) (con Wyclef Jean) (Alfanno, O./Duplessis, J./Jean, W./L. Parker/Shakira) | 3:55     |
| 4. | "Hips Don't Lie" (con Wyclef Jean) (Video)                                                                      | 3:37     |

- CD maxi-single (versión japonesa)

| #  | Título | Duración |
| -- | --- | -------- |
| 1. | "Hips Don't Lie" (Versión álbum) (Alfanno, O./Duplessis, J./Jean, W./L. Parker/Shakira)                                         | 3:41     |
| 2. | "Hips Don't Lie / Bamboo" (2006 FIFA World Cup TM Mix) (con Wyclef Jean) (Alfanno, O./Duplessis, J./Jean, W./L. Parker/Shakira) | 3:37     |
| 3. | "Hips Don't Lie" (Spanish Version) (con Wyclef Jean) (Alfanno, O./Duplessis, J./Jean, W./L. Parker/Shakira)                     | 3:39     |

- CD single (versión INDIA)

| #  | Título                                                           |
| -- | ---------------------------------------------------------------- |
| 1. | "Hips Don't Lie"                                                 |
| 2. | "Dreams for Plans"                                               |
| 3. | "Whenever, Wherever (Tabla Mix)"                                 |
| 4. | "Underneath Your Clothes (Acoustic Version)"                     |
| 5. | "Objection (Tango) (Afro-Punk Version)"                          |
| 6. | "La Tortura (feat. Alejandro Sanz) (DJ Manish Arabhangra Remix)" |

## Récords
- Hips Don't Lie fue la canción más sonada en las radios norteamericanas en toda su historia durante un corto período. En este honor fue precedida por "Hollaback Girl", de Gwen Stefani. Pero luego fue superada por "Umbrella", de Rihanna.[15]
- Es además, una de las canciones que más se ha mantenido en el primer lugar de las listas australianas según ARIA, con un total de 9 semanas. Por esta razón, se encuentra en la lista oficial de récords. Ostenta también el segundo lugar del 2006 en dicho país.[16]
- En el Reino Unido, Hips Don't Lie es la única canción que, en esta década, ha retornado al primer lugar luego de haberlo perdido por algunas semanas: se mantuvo 4 semanas más después de su regreso sumando 5 en total. Fue la tercera canción más importante de 2006 en el país británico con más de 500.000 copias vendidas. En 2007 aún se mantenía en el top 40 sumando 38 semanas.[17]
- De acuerdo a Chartmasters, «Hips Don't Lie» obtuvo más de 7 millones de ventas puras, 7,370,000 siendo exactos, siendo uno de los sencillos más vendidos del año en el mundo.

- Canción utilizada en el mundial de Alemania 2006

## Certificaciones
| País/Continente | Proveedor     | Certificación | Ventas Certificadas |
| --------------- | ------------- | ------------- | ------------------- |
| Nueva Zelanda   | RMNZ          | Oro           | 7,500               |
| Grecia          | IFPI - Grecia | Oro           | 7,500               |
| Austria         | IFPI          | Oro           | 15,000              |
| Suiza           | IFPI          | Platino       | 30,000              |
| Dinamarca       | IFPI          | 2× Platino    | 40,000              |
| Bélgica         | BEA           | Platino       | 50,000              |
| Italia          | FIMI          | Platino       | 50,000              |
| Australia       | ARIA          | 6× Platino    | 420,000             |
| México          | AMPROFON      | 2× Platino    | 120,000             |
| Canadá          | CRIA          | 2X Platino    | 160,000             |
| España          | PROMUSICAE    | 5× Platino    | 200,000             |
| Francia         | SNEP          | Oro           | 200,000             |
| Alemania        | BVMI          | Platino       | 400,000             |
| Reino Unido     | BPI           | 3× Platino    | 1,800,000           |
| Estados Unidos  | RIAA          | 2× Platino    | 2,000,000           |

## Posicionamiento en listas
| Lista (2006)                                 |  | Mejor posición |
| -------------------------------------------- |  | -------------- |
| Alemania: German Top 100 Singles Chart       |  | 1              |
| Argentina: Argentina Top 40 Singles Chart    |  | 1              |
| Australia: ARIA Singles Chart                |  | 1              |
| Austria: Ö3 Austria Top 40                   |  | 1              |
| Bélgica: Ultratop 50 flamenca                |  | 1              |
| Bélgica: Ultratop 50 valona                  |  | 1              |
| Brasil: Brazil Hot 100 Singles Chart         |  | 1              |
| Canadá: Canadian Singles Chart               |  | 1              |
| Chile: Chilean Airplay Chart                 |  | 1              |
| Colombia: Colombian Top 100                  |  | 1              |
| Dinamarca: Tracklisten                       |  | 1              |
| Eslovaquia: Radio Top 100 Chart              |  | 1              |
| España: Spanish Promusicae Download Chart    |  | 1              |
| España: Los 40 Principales                   |  | 1              |
| Estados Unidos: Billboard Hot 100            |  | 1              |
| Estados Unidos: Billboard Pop 100            |  | 1              |
| Estados Unidos: Billboard Mainstream Top 40  |  | 1              |
| Estados Unidos: Billboard Hot Latin Tracks   |  | 1              |
| Estados Unidos: Billboard Latin Pop Airplay  |  | 1              |
| Estados Unidos: Billboard Hot Dance Airplay  |  | 1              |
| Estados Unidos: Billboard Adult Pop Songs    |  | 1              |
| Estados Unidos: Billboard Adult Contemporary |  | 1              |
| Finlandia: Suomen virallinen lista           |  | 1              |
| Francia: SNEP Singles Top 100 Chart          |  | 1              |
| Hungría: Single Top 20                       |  | 1              |
| Irlanda: Irish Singles Chart                 |  | 1              |
| Israel: Israeli Singles Chart                |  | 1              |
| Italia: FIMI Singles Chart                   |  | 1              |
| Japón: Japan Hot 100                         |  | 1              |
| México: Mexican Top 100 Singles Chart        |  | 1              |
| Mundo World Chart Single                     |  | 1              |
| Noruega: VG-lista                            |  | 1              |
| Nueva Zelanda: RIANZ Singles Chart           |  | 1              |
| Países Bajos: Dutch Top 40                   |  | 1              |
| Perú: Peruvian Top 100 Singles Chart         |  | 1              |
| Reino Unido: UK Singles Chart                |  | 1              |
| República Checa: Radio Top 100 Chart         |  | 1              |
| Rumania: Romanian Airplay Chart              |  | 1              |
| Suecia: Svensktoppen Singles Chart           |  | 1              |
| Suiza: Swiss Top 100 Singles Chart           |  | 1              |
| Unión Europea: European Hot 100              |  | 1              |
| Uruguay: Uruguay Hot 30                      |  | 1              |
| 🇨🇳 República Popular China Hot 100           |  | 1              |